# ニュージーランド航空

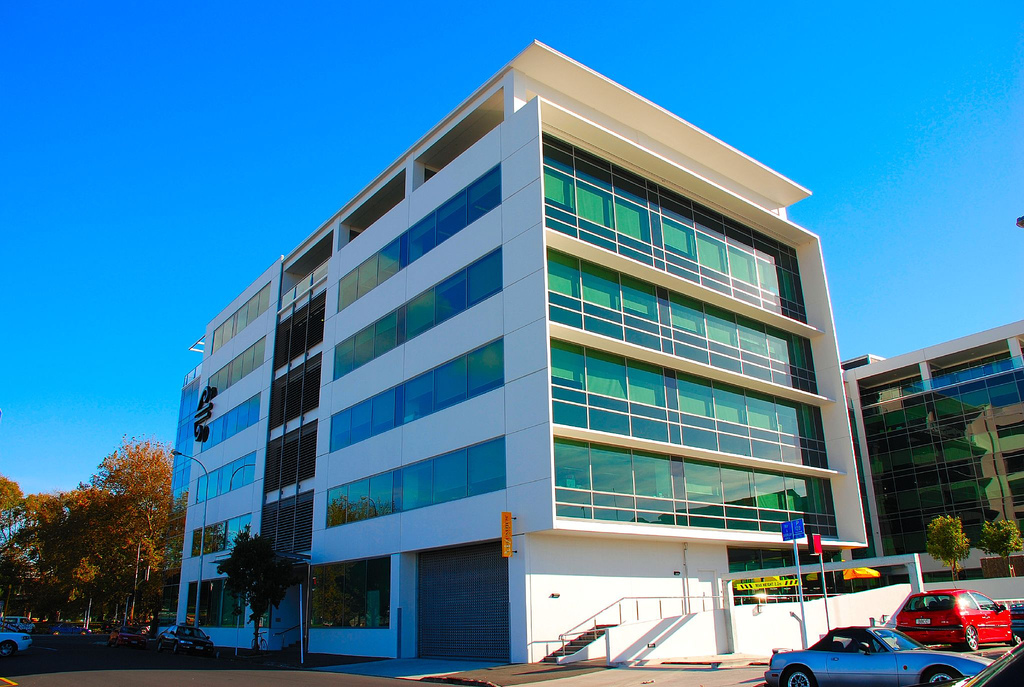
"The Hub" - ニュージーランド航空の本社

ニュージーランド航空（ニュージーランドこうくう、英語：Air New Zealand）は、ニュージーランドのオークランド市を本拠地とする航空会社。ニュージーランドのフラッグ・キャリアである。S&P/NZX 50構成銘柄。

## 概要
国際線と国内線を運航するニュージーランド最大の航空会社。オセアニア地域を中心にアジア、ヨーロッパ、北アメリカ、南アメリカに路線網を持つ。航空連合スターアライアンスに加盟している。
本拠地、ハブ空港はオークランド国際空港である。機体マークはニュージーランドのマオリ族の伝統模様である「コルー (Koru)」（シダの芽の渦巻きをモチーフとしたデザイン）を採用している（シダの芽は「誕生、成長」を意味している）。
ニュージーランドは地理的に他国との距離が長いこともあり、一部の路線でエコノミークラス専用フルフラットシート『スカイカウチ』を導入するなど、エコノミークラスのサービス品質は世界的に高く評されている。
イギリスの『コンデナスト・トラベラー誌』による読者賞「最高の長距離輸送航空会社」を7度受賞しているほか、『AirlineRatings.com』「エアライン・オブ・ザ・イヤー」を2015年から2017年に渡って3年連続で1位受賞するなど、世界各地の旅行部門にて多数受賞している。その一方で、ニュージーランドでの競合他社が少ないことから、航空運賃は相対的に高めに設定されている。

## 歴史
- 1940年、国営航空「タスマン・エンパイア・エアウェイズ・リミテッド (TEAL)」 が設立され、イギリス連邦オーストラリアをはじめオセアニア各地を中心に運航を開始。
- 1947年4月、ナショナル エアウェイズ公社 (NAC) が設立される。国内線と南太平洋諸島への国際線が就航。
- 1963年9月、ダグラス・エアクラフトにダグラス DC-8を購入することに合意。
- 1965年4月、TEALがニュージーランド航空 (Air New Zealand) へ改称した[2]。
- 1965年、DC-8を使用して、ロサンゼルスとホノルルに就航した。
- 1973年には、ワイドボディ機であるマクドネルダグラス DC-10旅客機を導入した。DC-10からは、現ロゴ、塗装が使用されている。
- 1978年4月、ニュージーランド航空とNACが合併し、単一の国営航空会社となった。
- 1979年、ニュージーランド航空901便墜落事故が発生し、最高経営責任者のモリー・デイビスが辞任する事態となった[3][4][5]。
- 1981年、超大型機のボーイング747型機を導入した。1982年には747を使用して、ロサンゼルス経由でロンドンへの就航を開始した。
- 1985年には、ボーイング737とボーイング747の間の大きなサイズギャップを埋める、ボーイング767-200ER型機を導入した。
- 1989年4月、民営化されニュージーランド証券取引所とオーストラリア証券取引所に株式を上場する。75.5%の株式はニュージーランド政府が所有している[6]。カンタス航空、日本航空、アメリカン航空も株式を保有している。
- 1999年3月、航空連合スターアライアンスに加盟。
- 2000年、オーストラリアの航空市場に参入するために、アンセット・オーストラリア航空を買収した。自社を上回る規模アンセットの買収は、業界から驚きの目で見られ、のちに失敗であったとされることとなる。事実、2001年9月には、資金が枯渇し、ニュージーランド航空/アンセット・グループは崩壊寸前となった。
- 2001年10月、再国有化された。
- 2003年にエアバスA320、2005年にはボーイング777、2004年にボーイング787を発注した。ボーイング787に関しては、のちにボーイング787-9型のローンチカスタマーとなった。
- 2006年4月、カンタス航空との間で「トランス・タスマンルート」と呼ばれるオーストラリアとニュージーランド間のフライトに関しての包括提携を発表した。しかし、公正取引委員会によって「反競争的で国民の利益に反する」として認可されなかった。

- 2010年12月21日、ヴァージン・ブルー(現在のヴァージン・オーストラリア)との提携を開始し、両航空会社がオーストラリアとニュージーランド間の運航を拡大し、タスマン横断便と国内線の乗り継ぎや空港ラウンジの相互利用などのサービスを行った。さらに、ヴァージン・オーストラリア株を26％取得した。ただし、2016年までに株は売却し、2018年には提携自体を終了した。
- 2011年、レッグレストを上げることでフルフラットシートになるエコノミークラス「スカイカウチ」を導入した。
- 2020年3月、ロンドン・ヒースロー空港の発着枠を2,700万米ドル(約4,200万ニュージーランドドル)でユナイテッド航空に売却した。ロサンゼルス-ロンドン間からは撤退したが、ニューヨークへの直行便を就航した。

## 日本との関係

### 日本への運航路線
| 便名                   | 路線         | 路線      | 機材                                                                                                   | コードシェア                                                                                           | 備考                                                                                                   |
| ---------------------- | ------------ | --------- | --- | --- | --- |
| NZ90/99                | オークランド | 東京/成田 | ボーイング777-300ER                                                                                    | NH、OZ                                                                                                 | |
| NZ94/95                | オークランド | 東京/成田 | - ボーイング777-300ER - ボーイング787                                                                  | NH | 冬期運航                                                                                               |
| 過去に運航していた路線 |              |           | | | |
| 便名                   | 路線         | 路線      | 運休・撤退理由                                                                                         | 運休・撤退理由                                                                                         | 運休・撤退理由                                                                                         |
| NZ97/98                | オークランド | 大阪/関西 | 2012年から2020年まで（2015年除く）冬季限定で運航していた。 コロナウイルス以降は運航されていない。      | 2012年から2020年まで（2015年除く）冬季限定で運航していた。 コロナウイルス以降は運航されていない。      | 2012年から2020年まで（2015年除く）冬季限定で運航していた。 コロナウイルス以降は運航されていない。      |
| NZ091/092              | オークランド | 東京/羽田 | 2017年から2018年まで運行。 ボーイング787型機のエンジン部分の再メンテナンスが必要になったため運休した。 | 2017年から2018年まで運行。 ボーイング787型機のエンジン部分の再メンテナンスが必要になったため運休した。 | 2017年から2018年まで運行。 ボーイング787型機のエンジン部分の再メンテナンスが必要になったため運休した。 |

コードシェア
- NH-全日本空輸
- OZ-アシアナ航空

### 日本との歴史
- 1967年、日本支社が東京に開設される。
- 1980年8月、新東京国際空港（現：成田国際空港）へ定期便を就航する。
- 1994年9月：関西国際空港へ定期便を就航する。
- 2012年、全日本空輸（ANA）とのコードシェア（共同運航）を開始。
- 2017年7月21日から、羽田-オークランド線に就航。
- 2020年3月、コロナウイルスのため、日本路線を含め運休。
- 2020年6月25日から、成田-オークランド線の運航を再開[8]。
- 2023年、2024年の冬スケジュールでは、成田線を週7便から週10便に増便。2024年は、機材もボーイング787-9型機から777-300ER型機に大型化した[9][10]。

## 運航機材

### 概要
ニュージーランド航空が発注したボーイング社製航空機の顧客番号（カスタマーコード）は19で、航空機の形式名は747-419, 767-319ER, 777-219ER などとなる。また、現在同社ではファーストクラスは導入していない。過去には747-200Bや747-400といったジャンボジェットにファーストクラスを12席を入れ、ビジネスクラスをアッパーデッキや別のコンパートメントに入れたりしていたが、新しいビジネスクラス「ビジネスプレミア」を順次入れた後に廃止された。
同社は地理的に機材の長距離運航が多く、機材を限界近く酷使するため、状態のよい機材を上手く運用している。ニュージーランドはイギリス連邦加盟国であるため歴史的に運用機材のエンジン選択はロールス・ロイス製を使用してきたが近年は総合的に判断し、他社製エンジンも使用している。
老朽化したボーイング747-400を置き換える為に2010年末からボーイング777-300ERが導入され始めた。また金融危機、燃料費節約のために、燃費の悪いボーイング747のZK-NBTとZK-NBSの運用をいち早く止めている。ZK-NBSは導入から19年たっており、長距離洋上飛行による老朽化、また2002年にエンジン故障もおこしていることから2010年9月にアメリカで解体された。この解体は事故抹消機を除くハイテクジャンボの解体第一号となった。そして2014年9月10日、同社のボーイング747-400は運航をすべて終了した。これにより、同社のフリートから四発エンジン旅客機が姿を消した。
ニュージーランド航空ではボーイング787を導入しているが、2009年にボーイング767-300ERにウイングレットを装着して燃費を向上させる改修を実施し、機材運用を延長していた。その後ボーイング767-300ERは、787や777の納入によって置き換えられ、退役した。
一部の機材には、自国のラグビーチームなどをスポンサーとしている「オールブラックス」であり、機体全体がこれまでのコーポレートカラーティールから真っ黒に塗装されたり（ボーイング777-300ERのZK-OKQ、A320のZK-OABなど）、離陸前の機内安全ビデオにもオールブラックスのメンバーが登場したりする。エアバスA321neo型機（ZK-OYB)は、世界で唯一となる、黒色のスターアライアンス塗装機になっている。
2012年に垂直尾翼全体が黒地、ロゴマークは白地の組み合わせとなる新塗装が発表され、2013年から就航している。

### リスト
| 機材                              | 保有数 | 発注数 | 座席数 | 座席数 | 座席数 | 座席数 | 座席数 | 座席数 | 備考                                             |
| 機材                              | 保有数 | 発注数 | L      | C      | P      | S      | Y      | 計     | 備考                                             |
| --------------------------------- | ------ | ------ | ------ | ------ | ------ | ------ | ------ | ------ | ------------------------------------------------ |
| エアバスA320-200                  | 17     | -      | -      | -      | -      | -      | 171    | 171    |                                                  |
| エアバスA320neo                   | 6      | -      | -      | -      | -      | -      | 165    | 165    |                                                  |
| エアバスA321neo                   | 8      | 3      | -      | -      | -      | -      | 214    | 214    | 短距離国際線用                                   |
| エアバスA321neo                   | 5      | 3      | -      | -      | -      | -      | 217    | 217    | 国内線用                                         |
| ATR 72-600                        | 30     | 1      | -      | -      | -      | -      | 68     | 68     |                                                  |
| ボーイング777-300ER               | 7      | -      | -      | 44     | 54     | 60     | 184    | 342    | 787に置き換え予定                                |
| ボーイング777-300ER               | 2      | -      | 6      | 53     | 34     | -      | 201    | 294    | 787に置き換え予定                                |
| ボーイング777-300ER               | 1      | -      | -      | 40     | 32     | -      | 296    | 368    | 787に置き換え予定                                |
| ボーイング787-9                   | 7      | 5      | -      | 18     | 21     | 42     | 221    | 302    | ローンチカスタマー 272席仕様に改修中             |
| ボーイング787-9                   | 5      | 5      | -      | 27     | 33     | 39     | 176    | 275    | ローンチカスタマー 272席仕様に改修中             |
| ボーイング787-9                   | 0      | 5      | 8      | 42     | 52     | 125    | 125    | 227    | 2025年2月より就航予定 新造機は2026年より受領予定 |
| ボーイング787-9                   | 2      | 5      | 4      | 22     | 33     | 39     | 174    | 272    | 2025年2月より就航予定 新造機は2026年より受領予定 |
| ボーイング787-10                  | -      | 3      | 未定   | 未定   | 未定   | 未定   | 未定   | 未定   | 2026年より受領予定                               |
| デ・ハビランド・カナダ DHC-8-Q300 | 23     | -      | -      | -      | -      | -      | 50     | 50     |                                                  |
| 計                                | 113    | 12     |        |        |        |        |        |        |                                                  |

### 画像

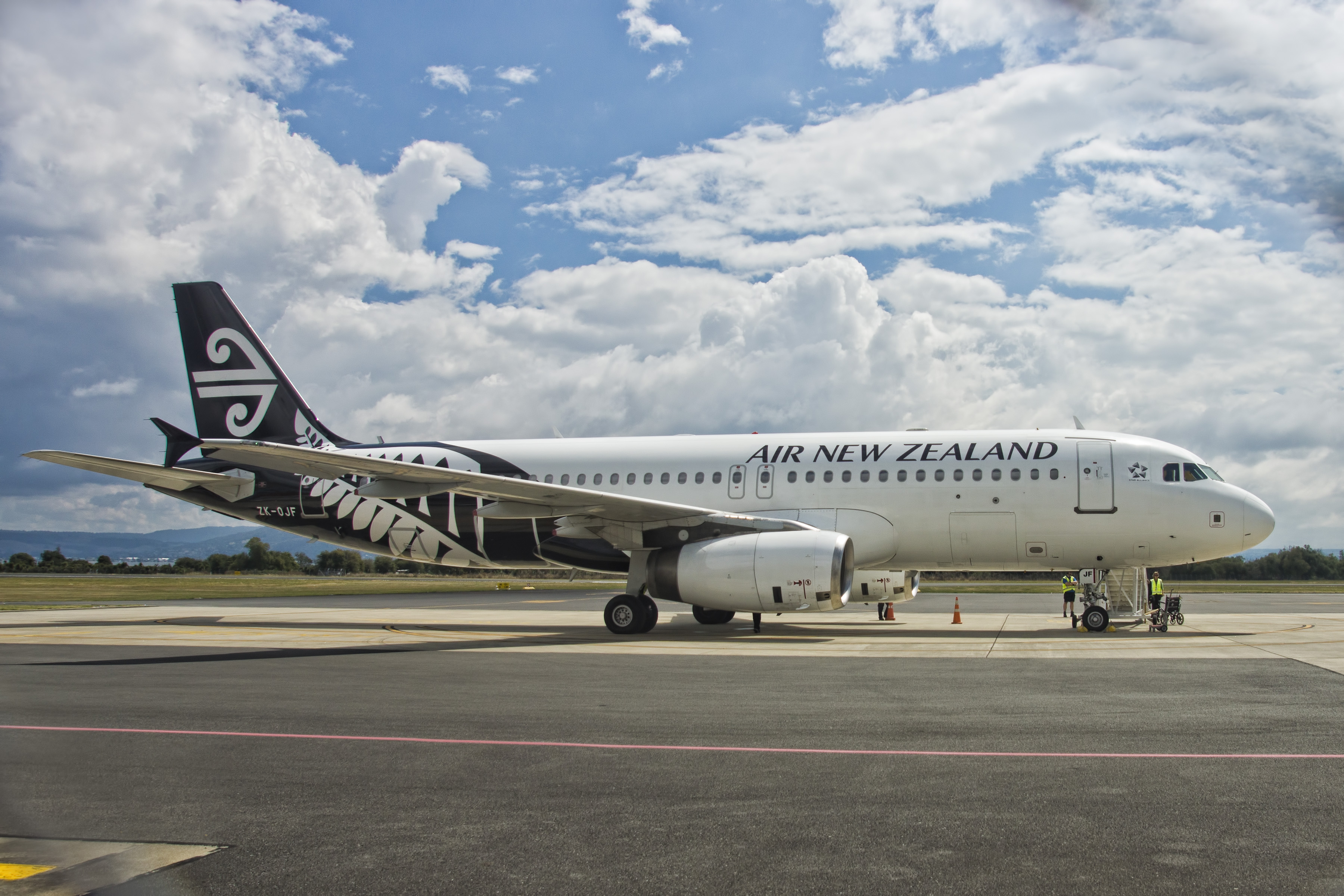
エアバスA320-200
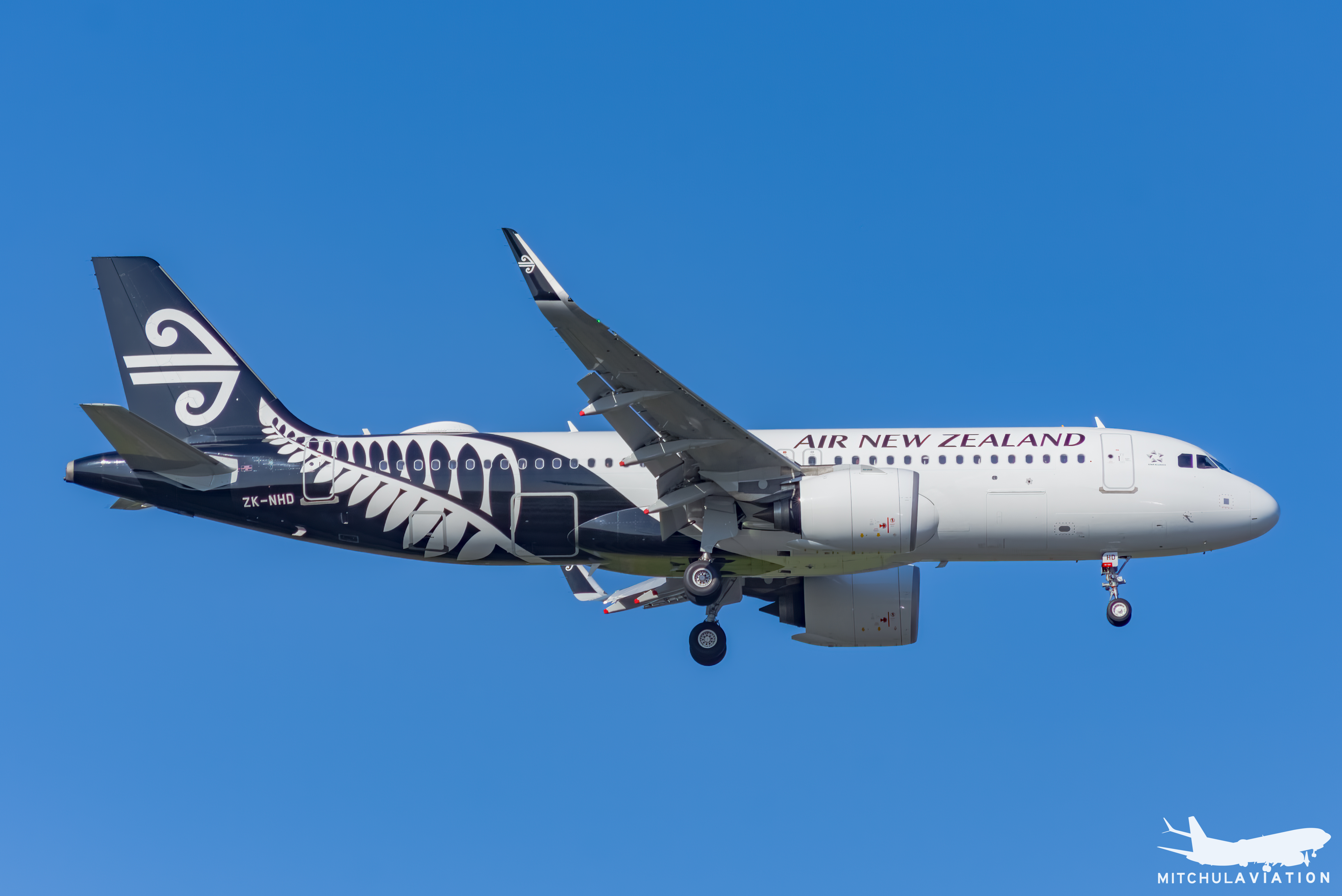
エアバスA320neo
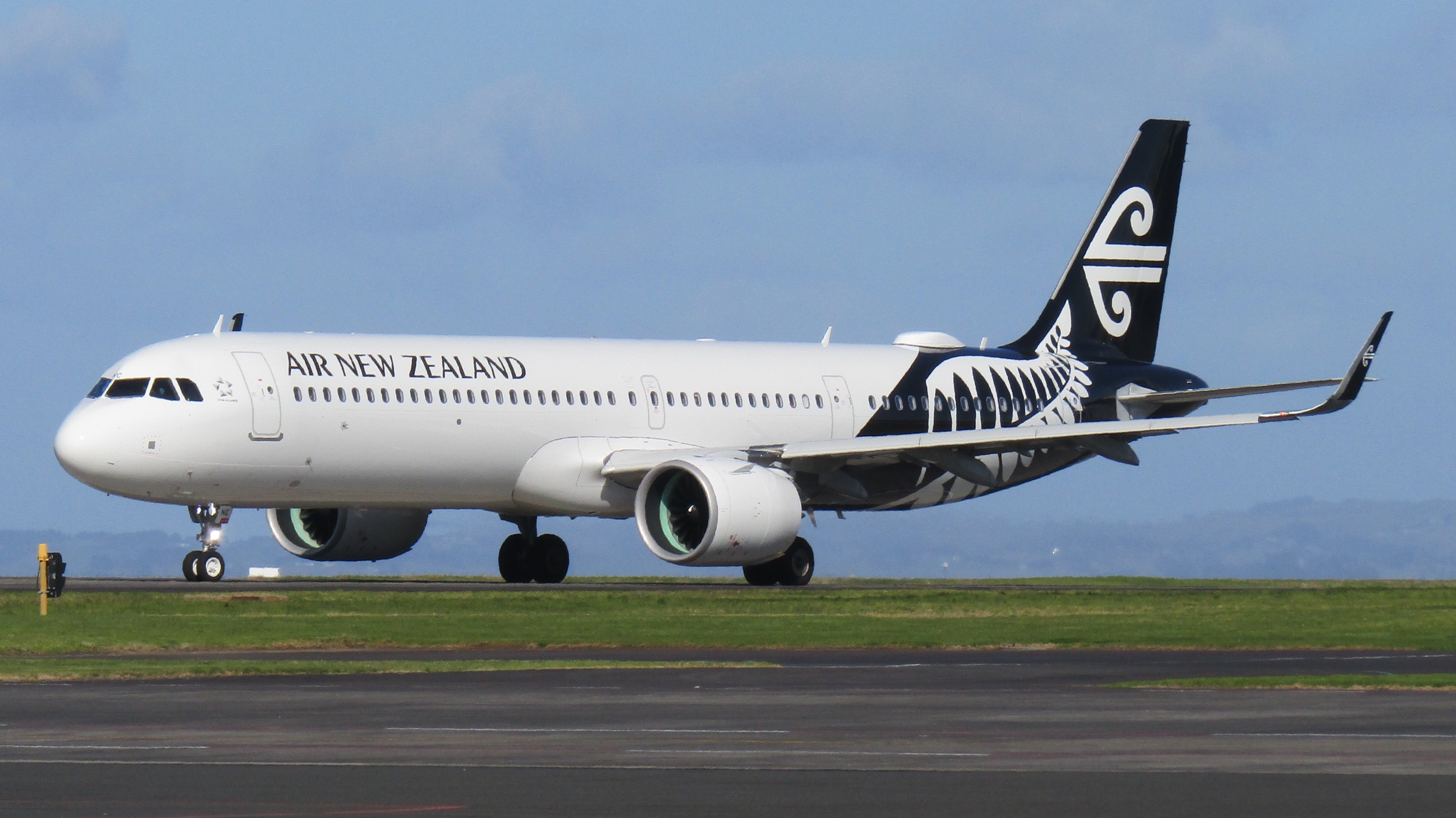
エアバスA321neo
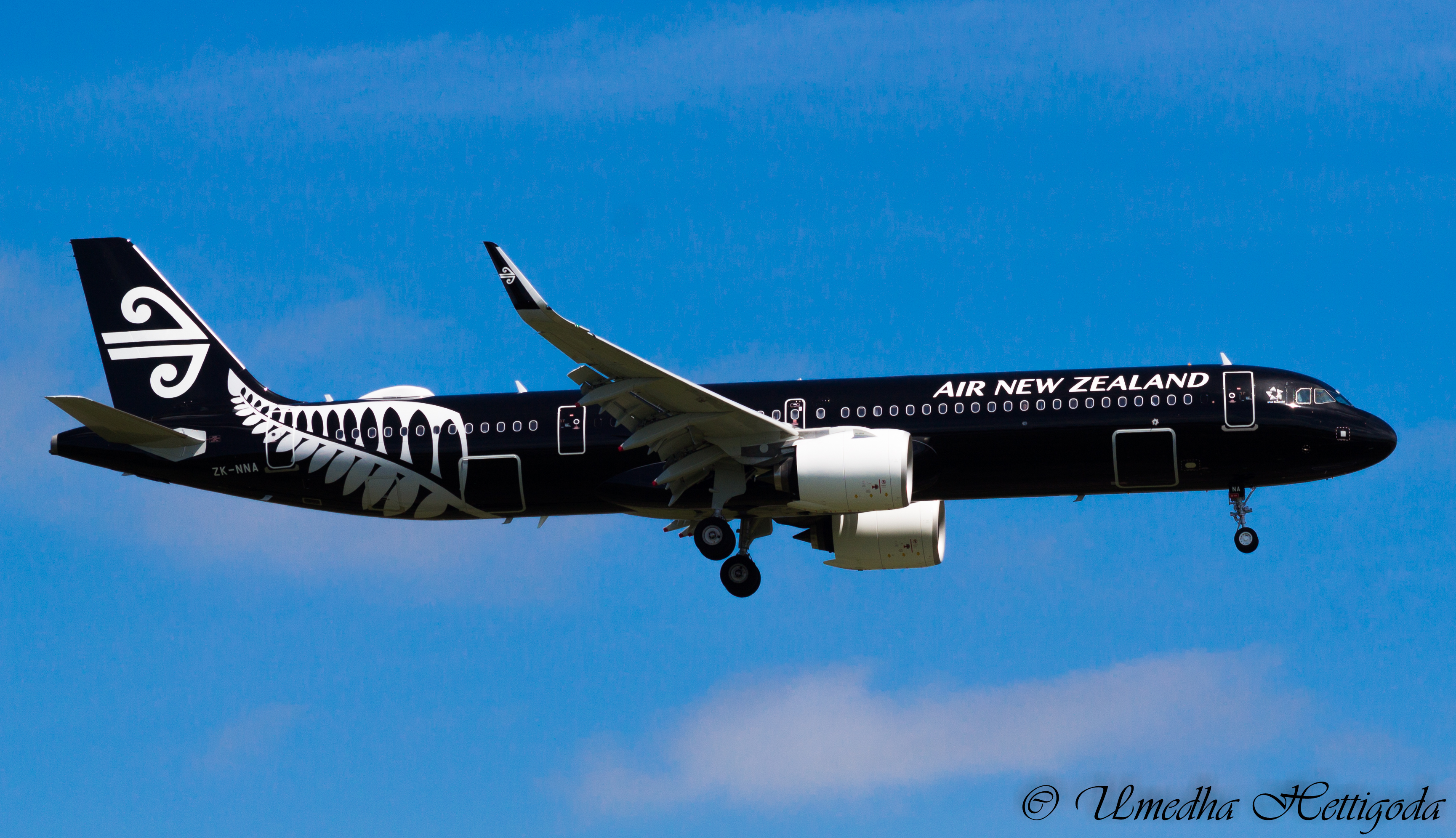
エアバスA321neo（オールブラックス塗装）
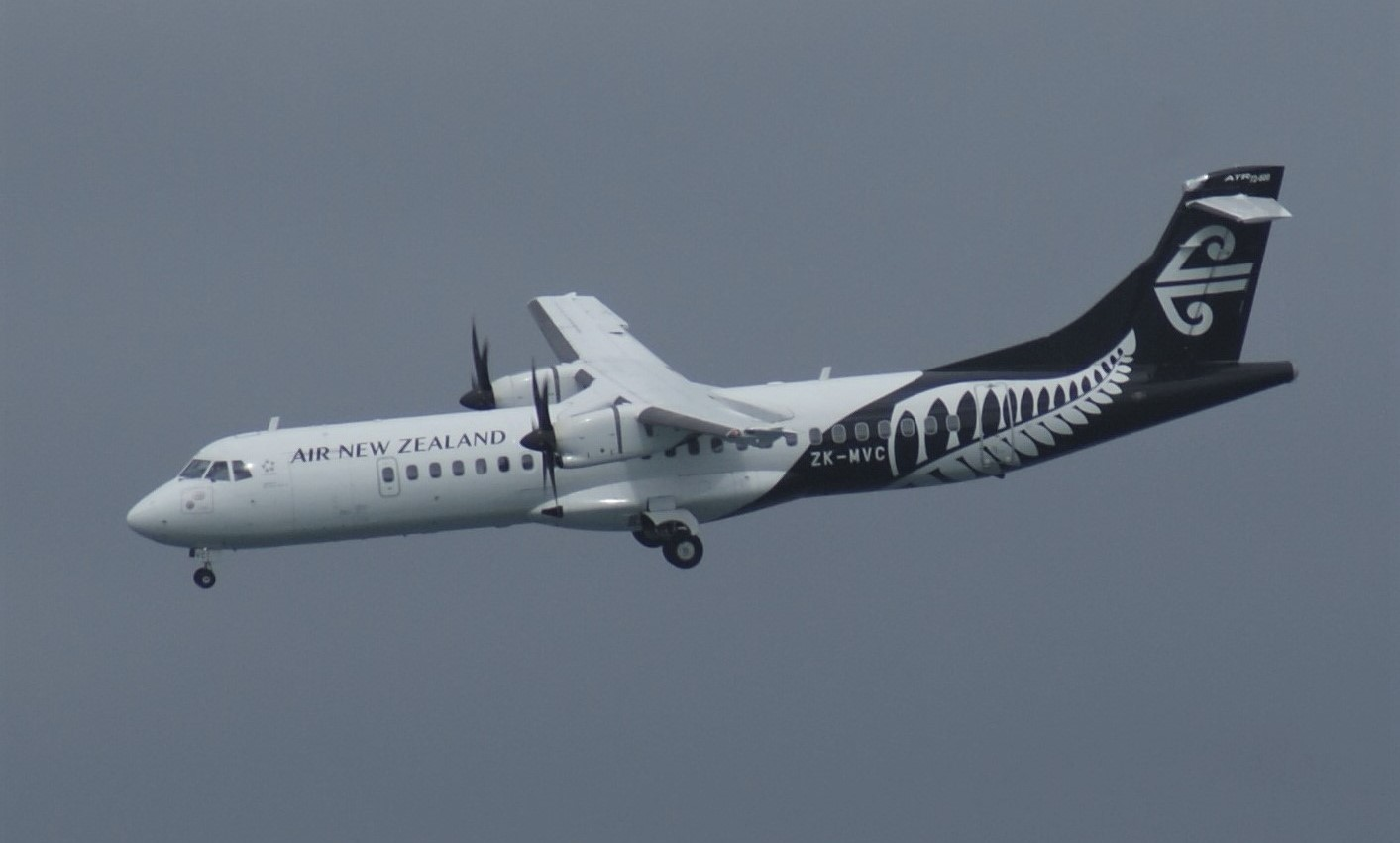
ATR 72-600
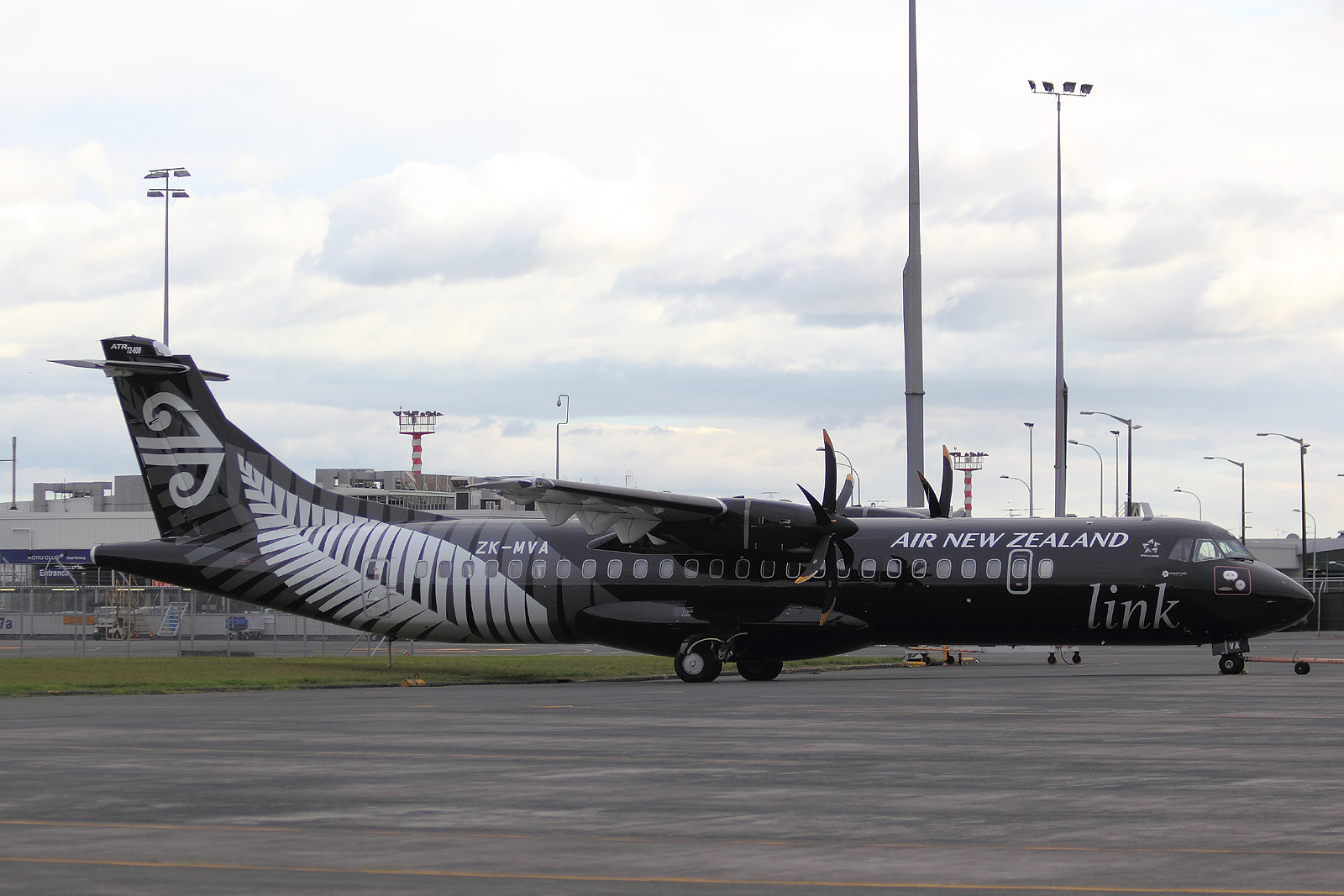
ATR 72-600（オールブラックス塗装）
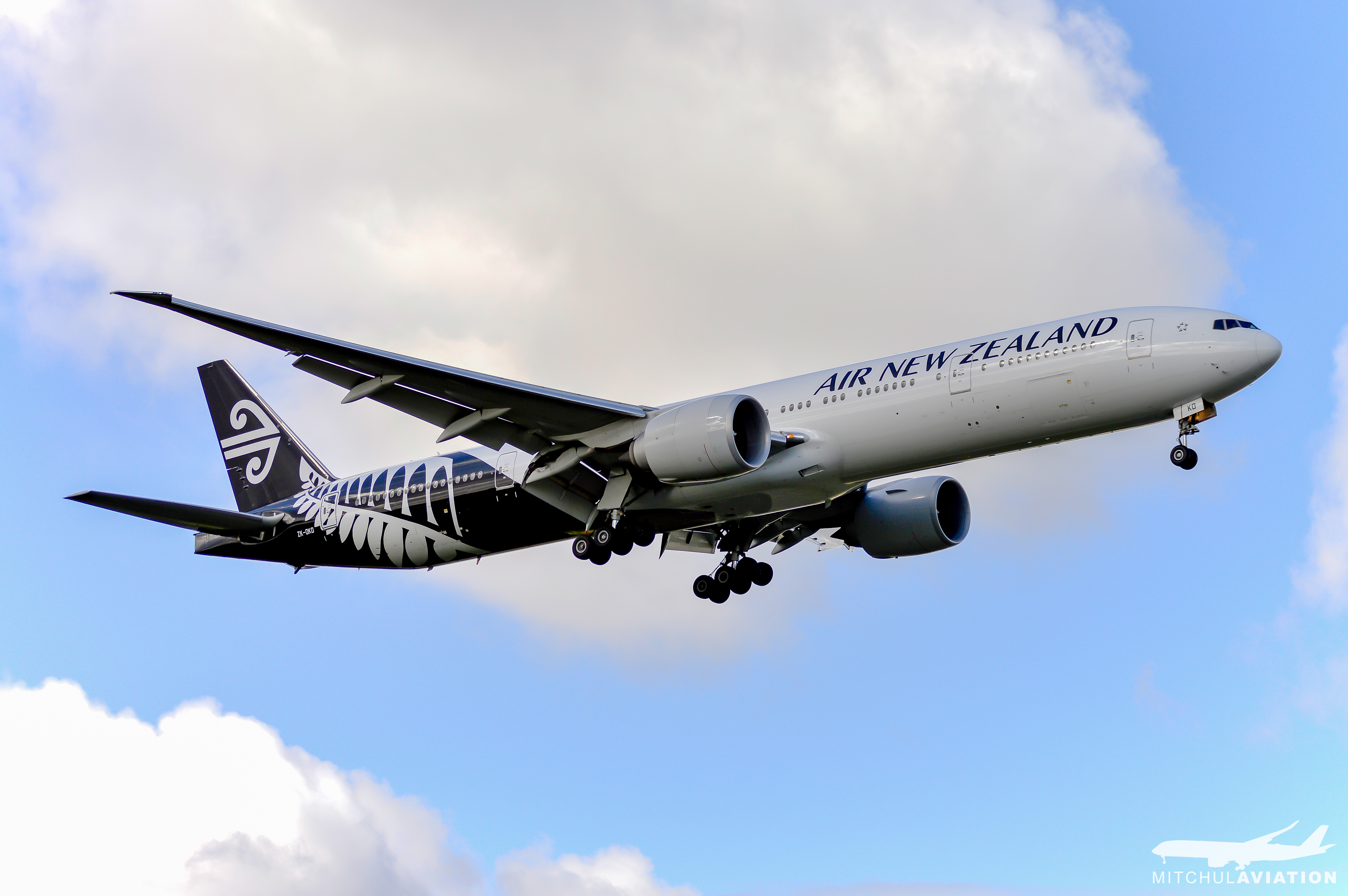
ボーイング777-300ER
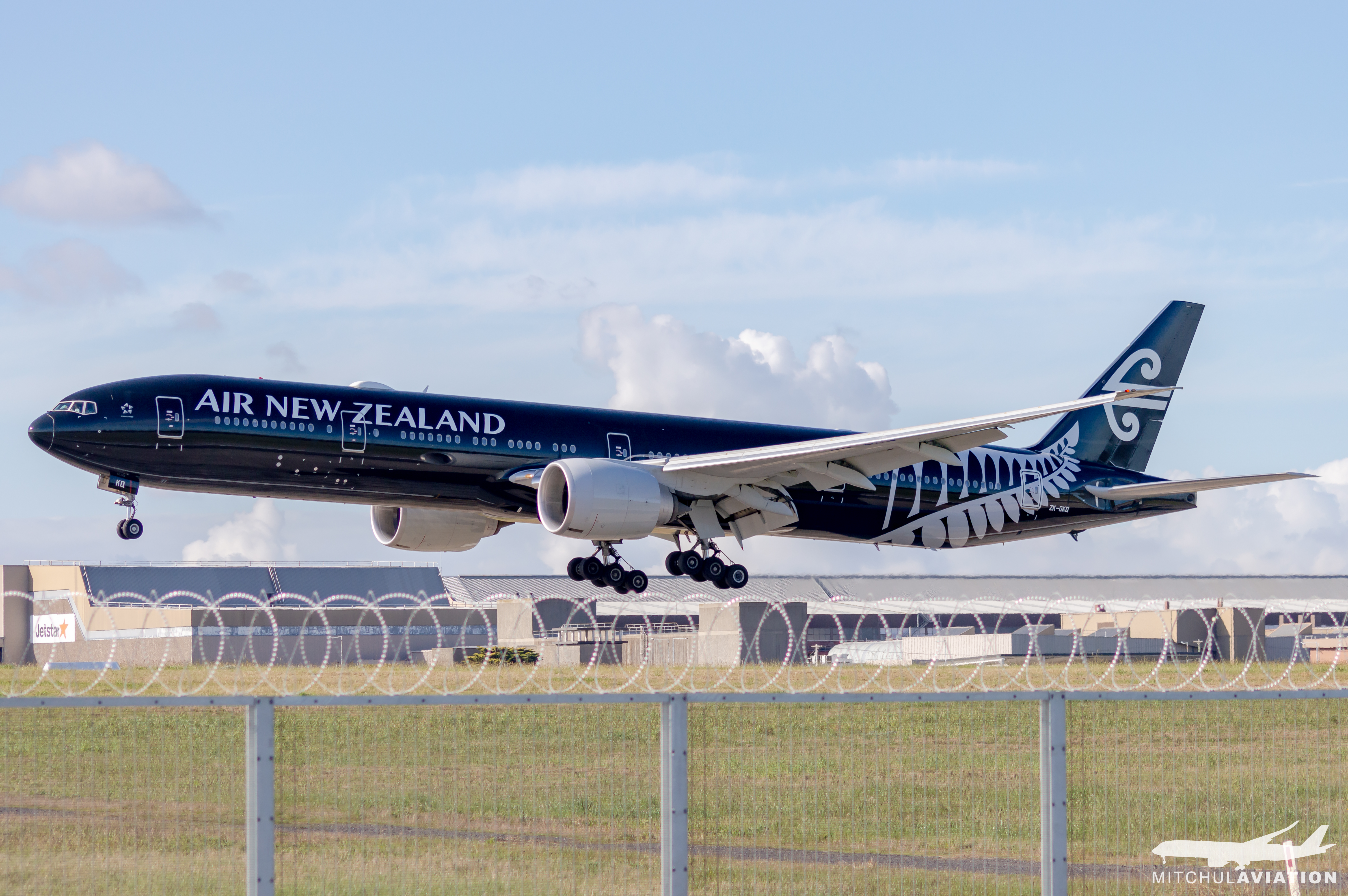
ボーイング777-300ER（オールブラックス塗装）
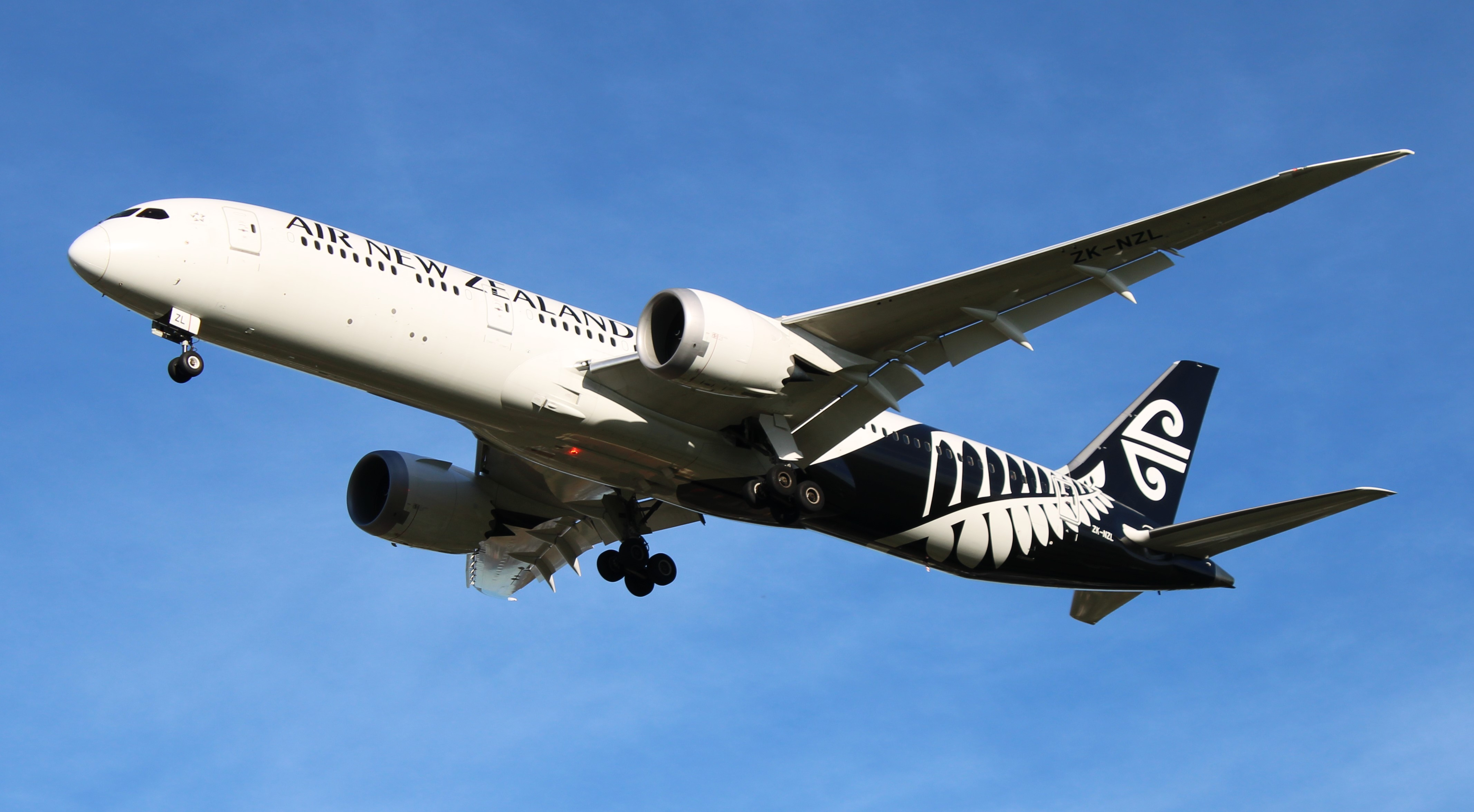
ボーイング787-9
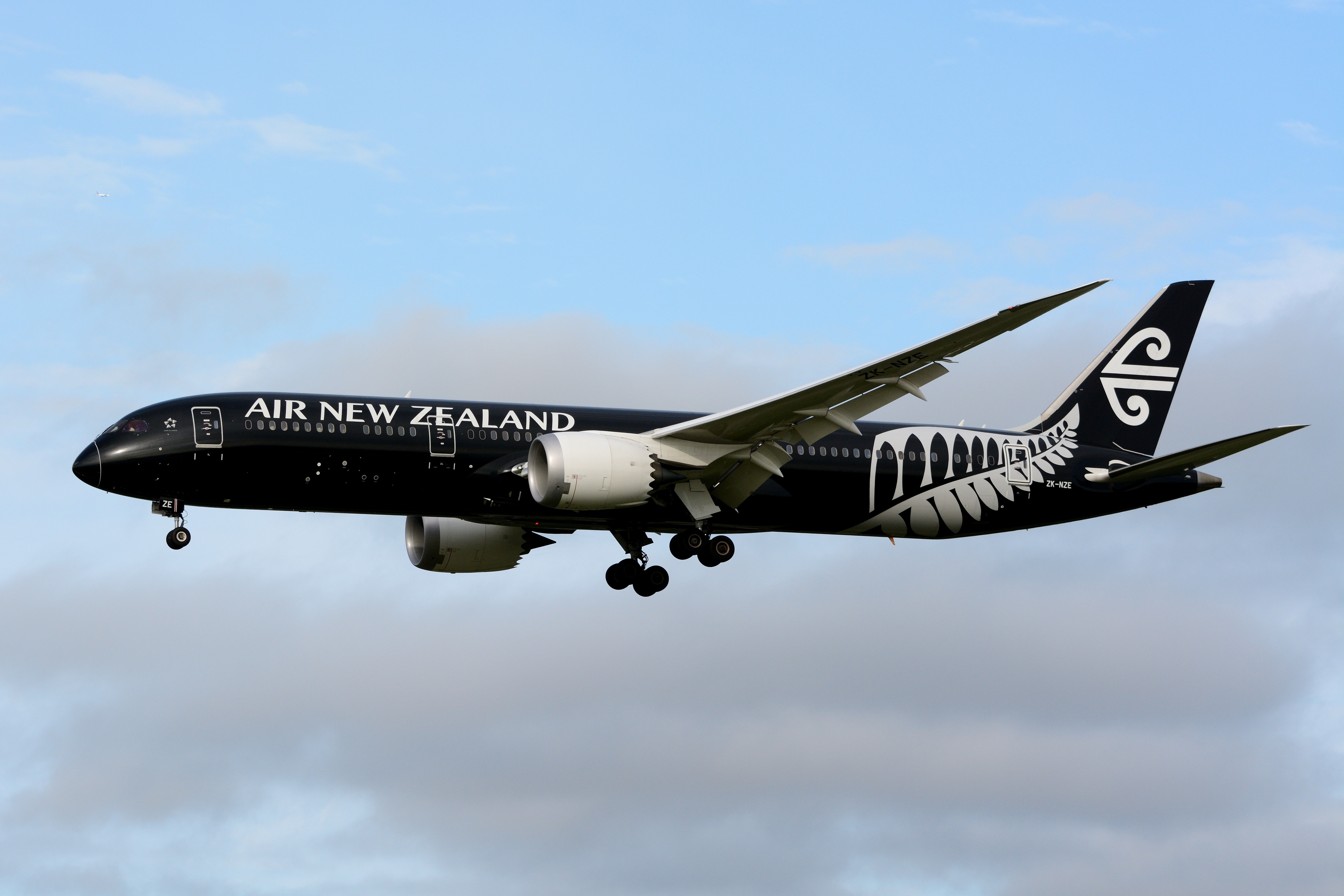
ボーイング787-9（オールブラックス塗装）
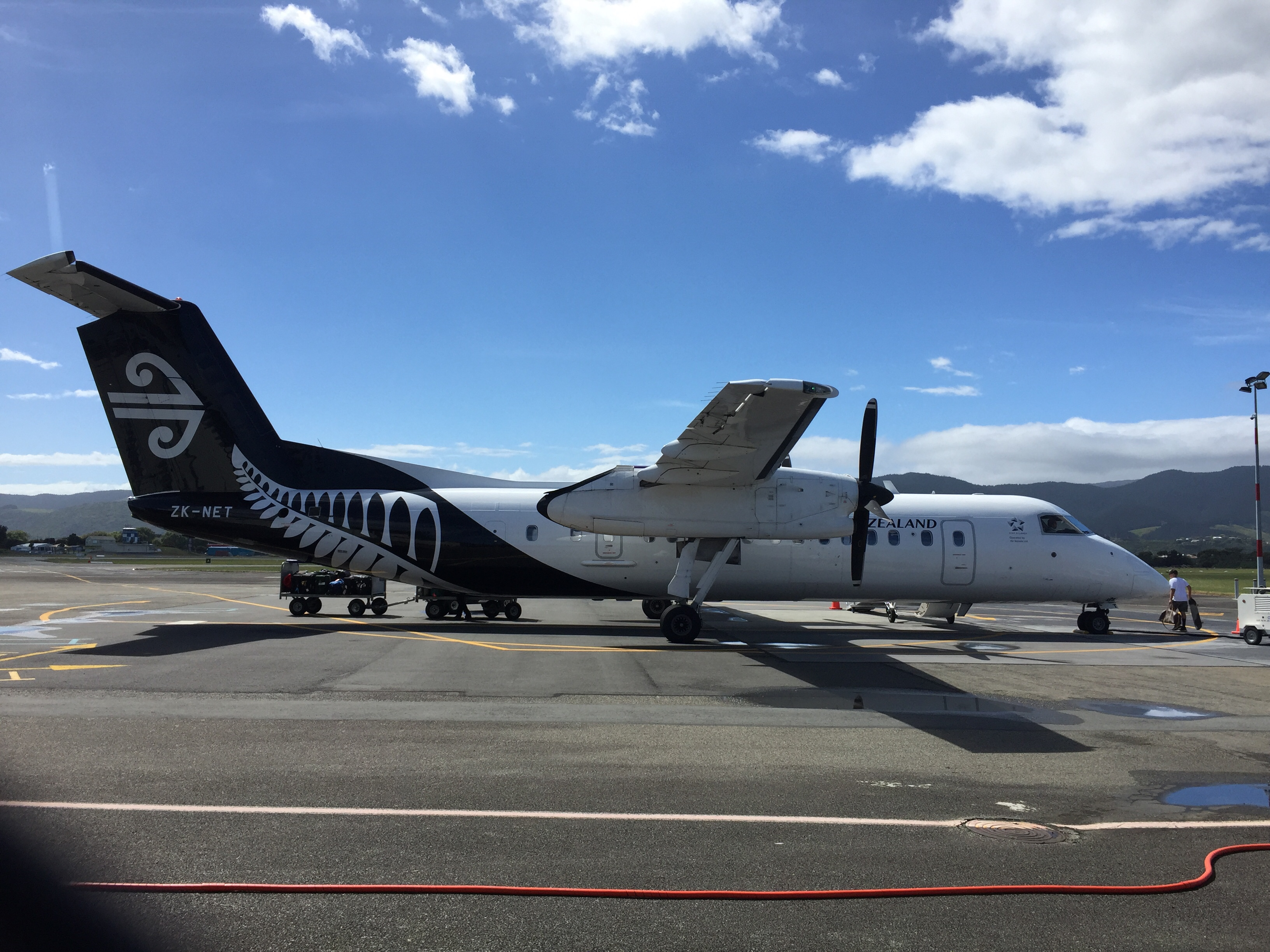
ボンバルディア DHC-8-Q300

## 退役機材

### リスト

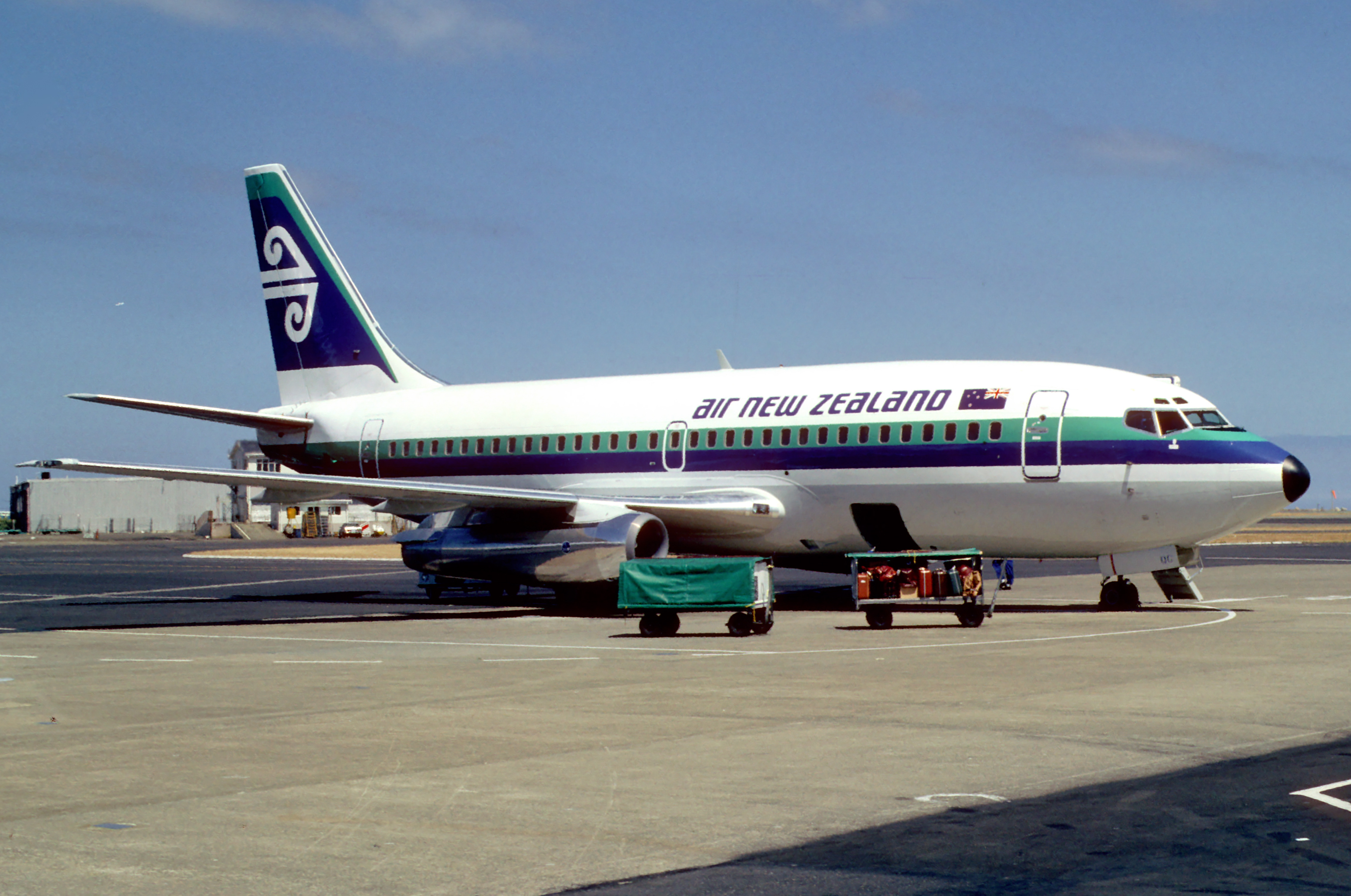
ボーイング737-200
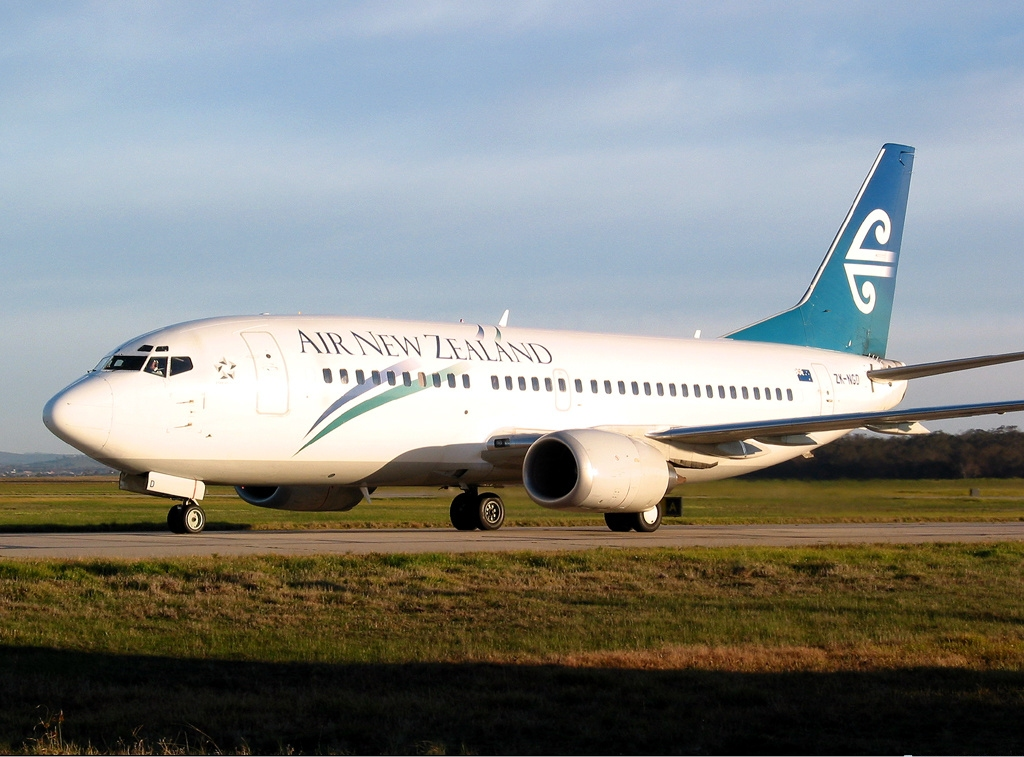
ボーイング737-300
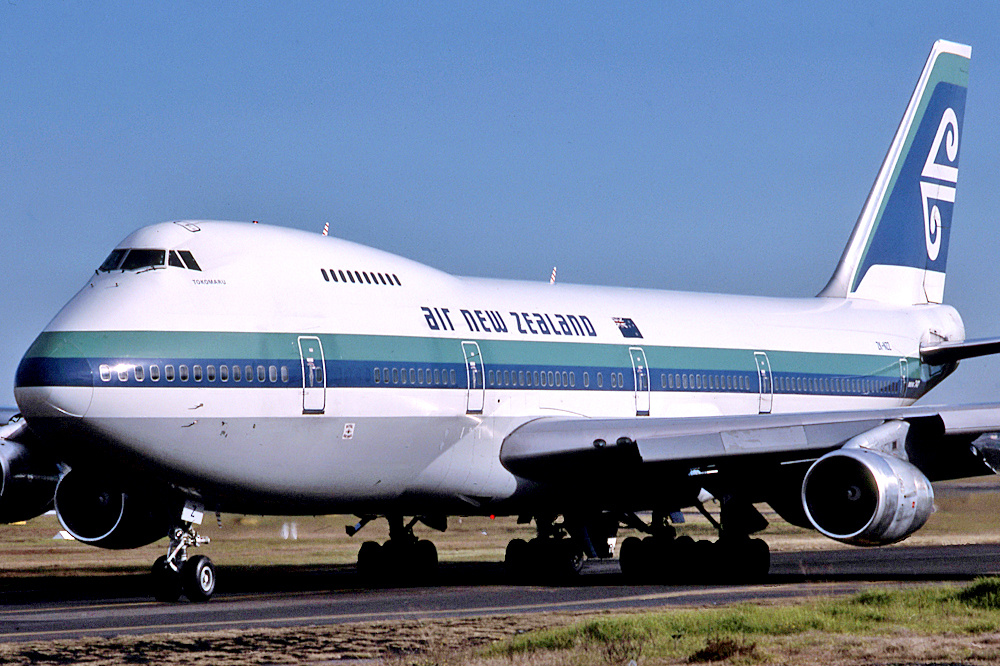
ボーイング747-200B
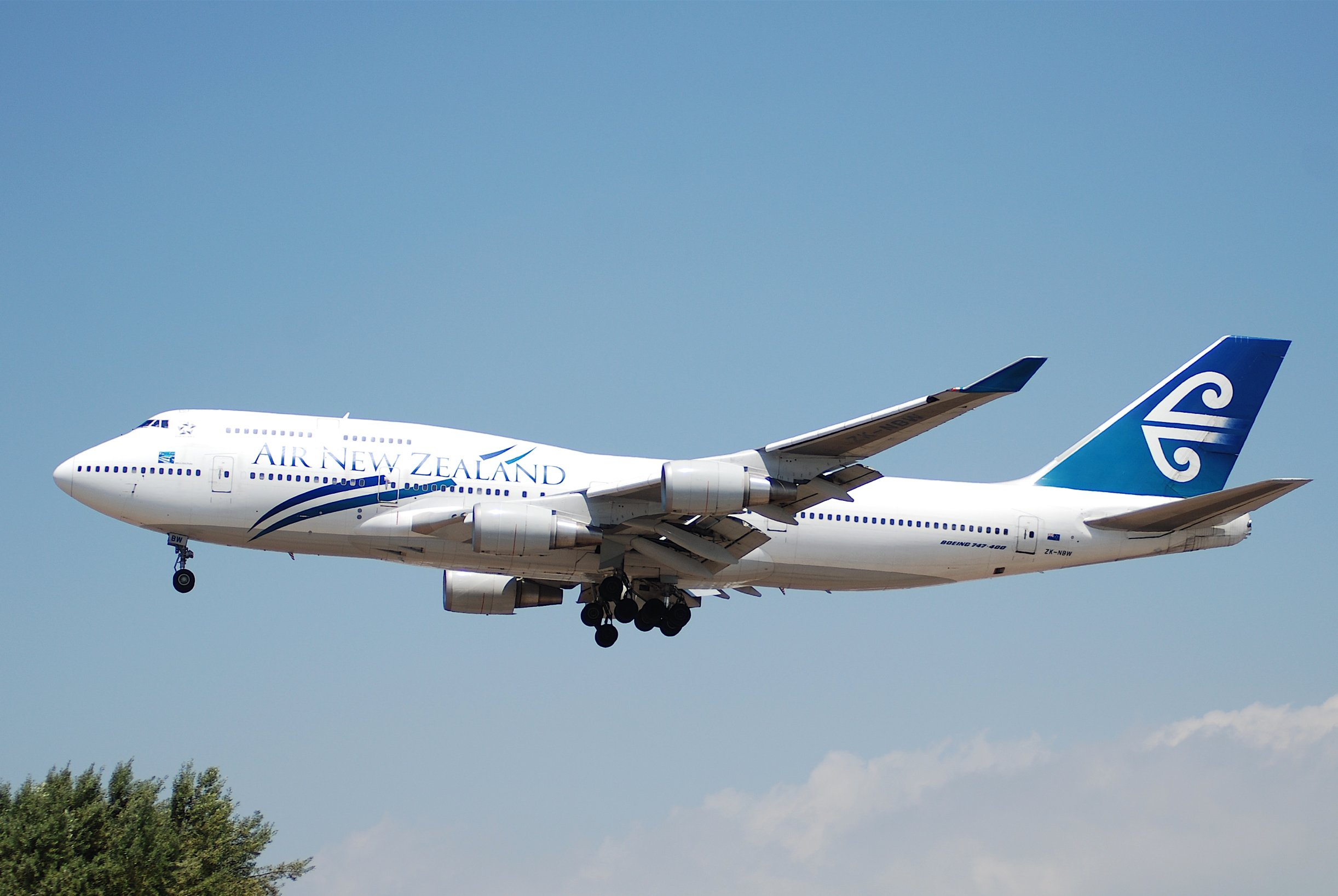
ボーイング747-400
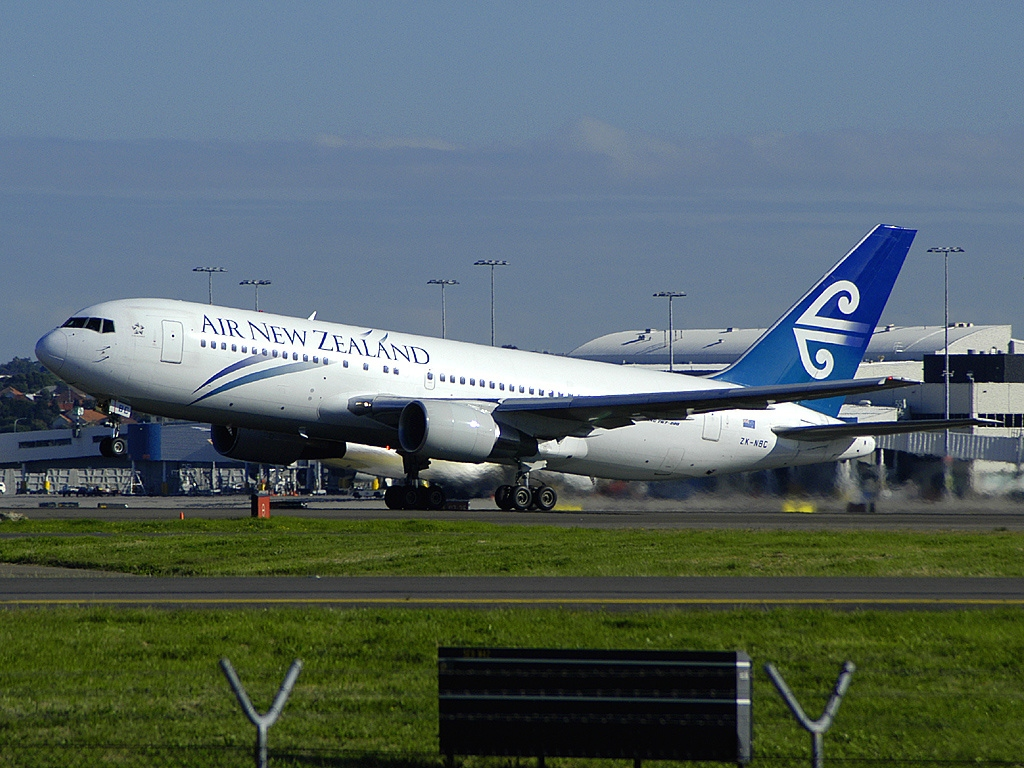
ボーイング767-200・300
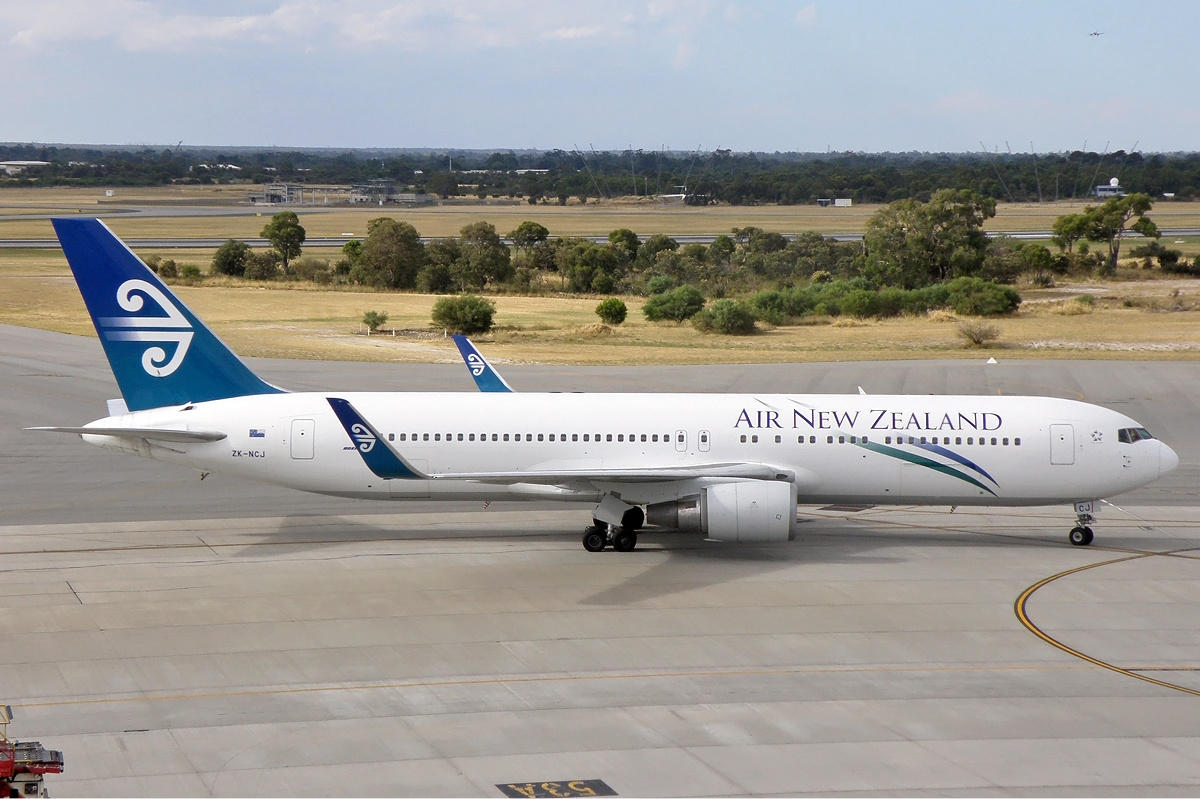
ボーイング777-200ER
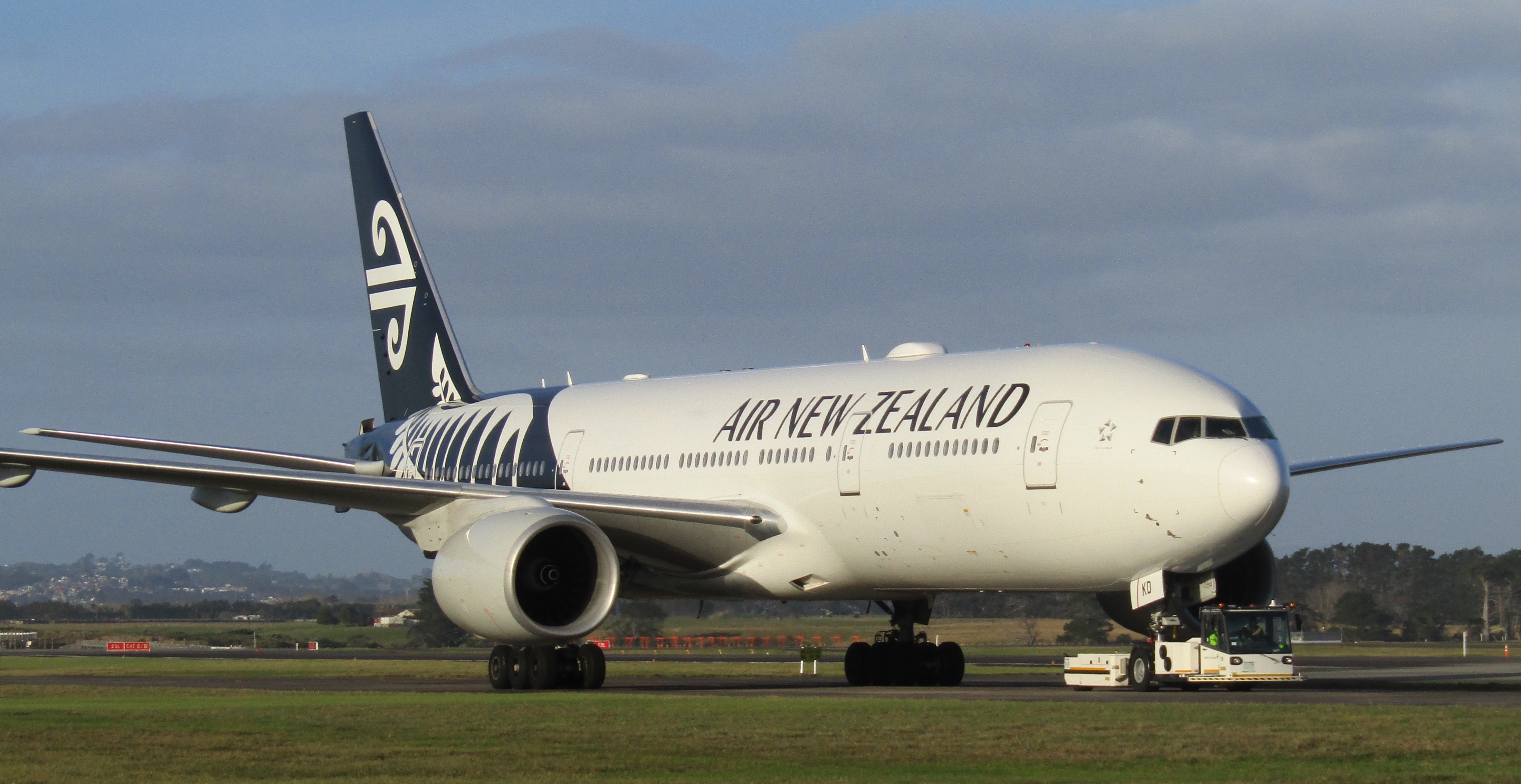
ボーイング777-200ER
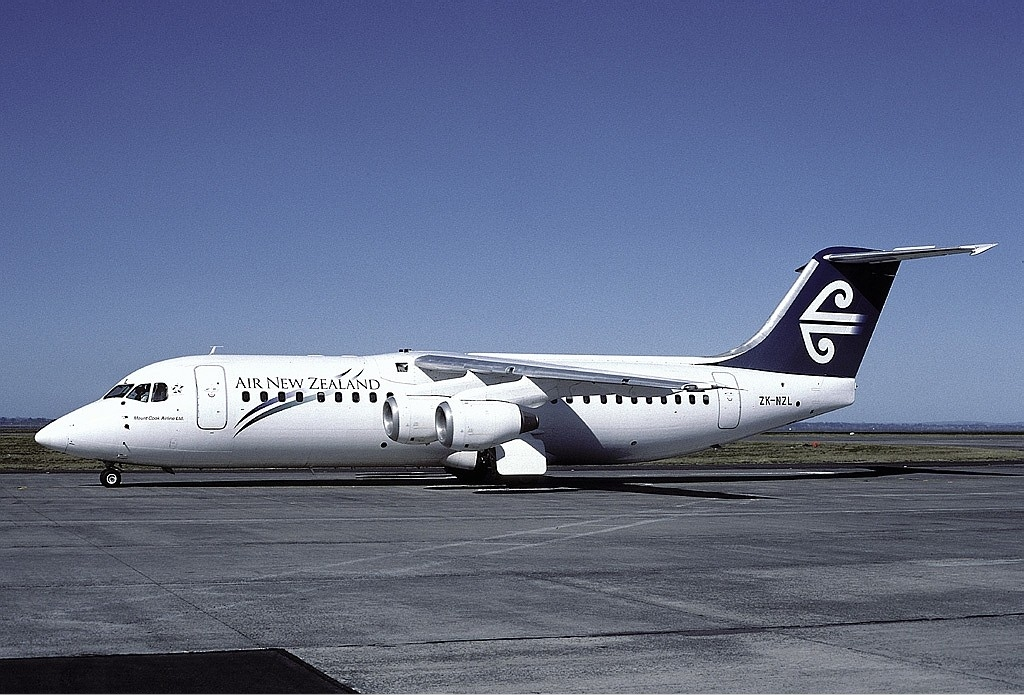
BAe 146-300
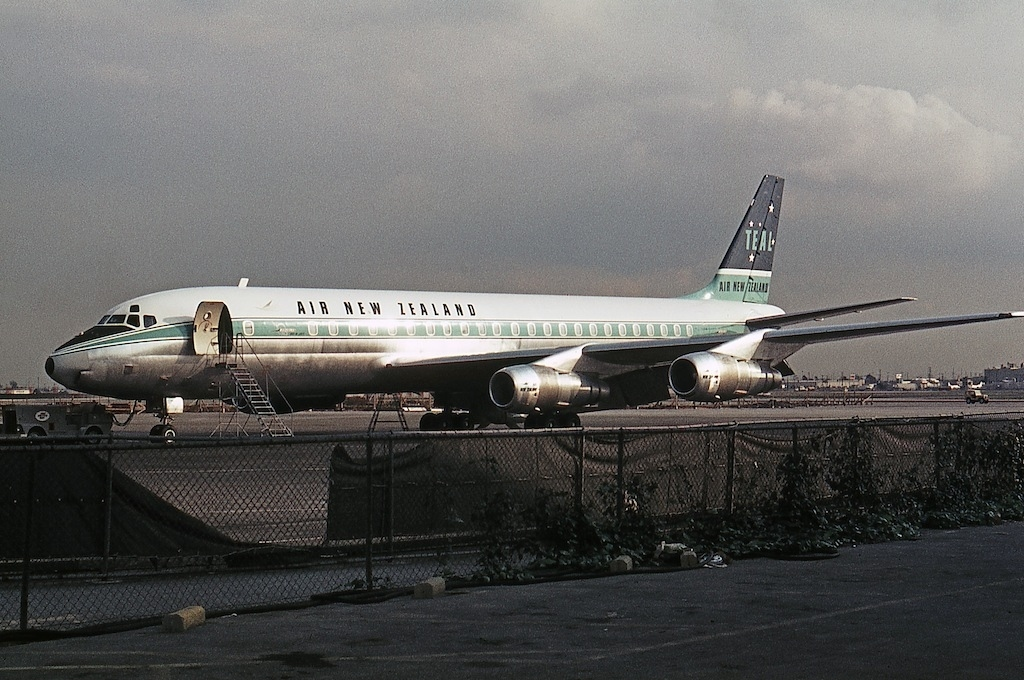
ダグラス DC-8
- フォッカーF27
- ロッキード L-188
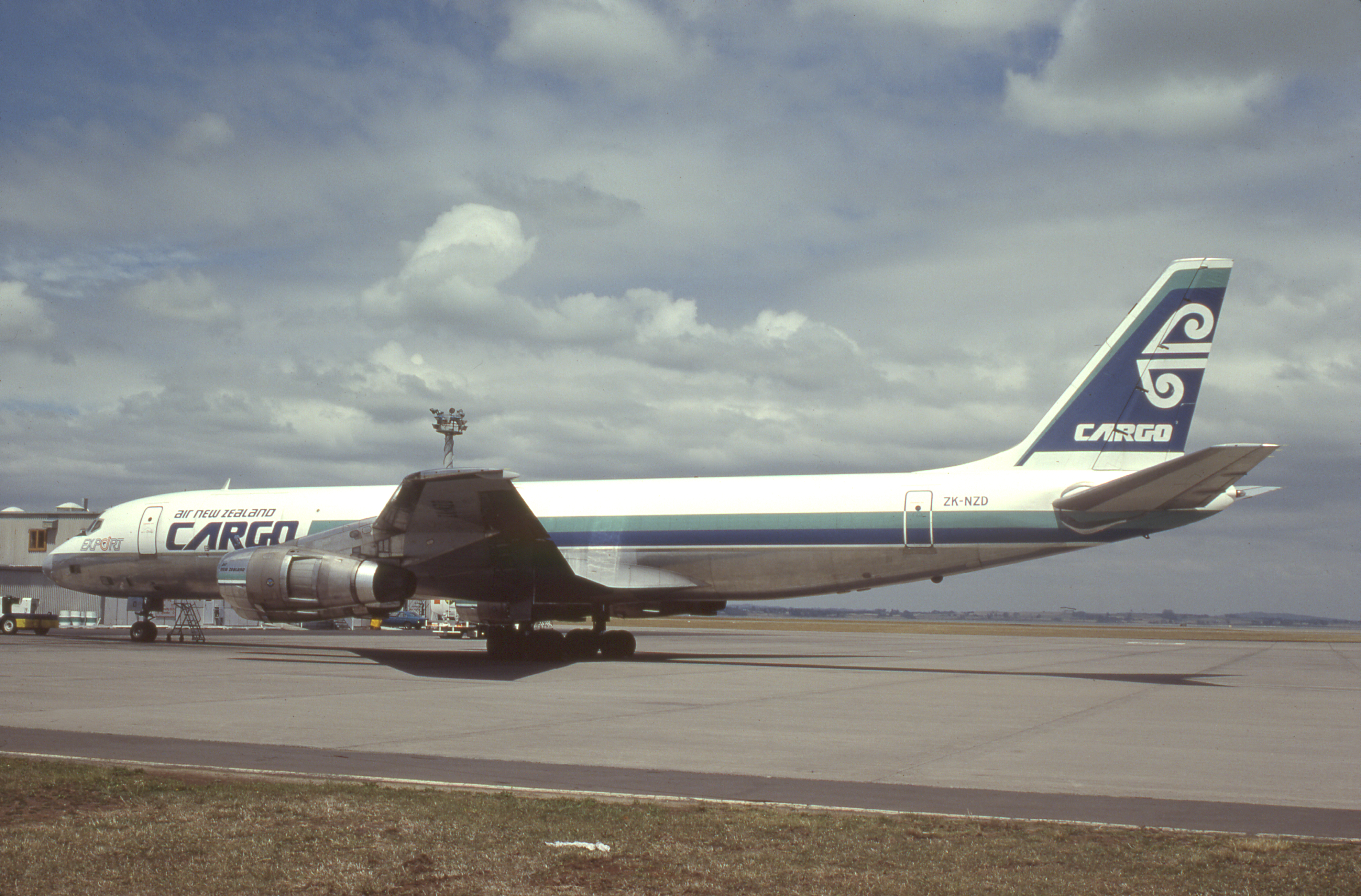
マクドネル・ダグラス DC-10-30
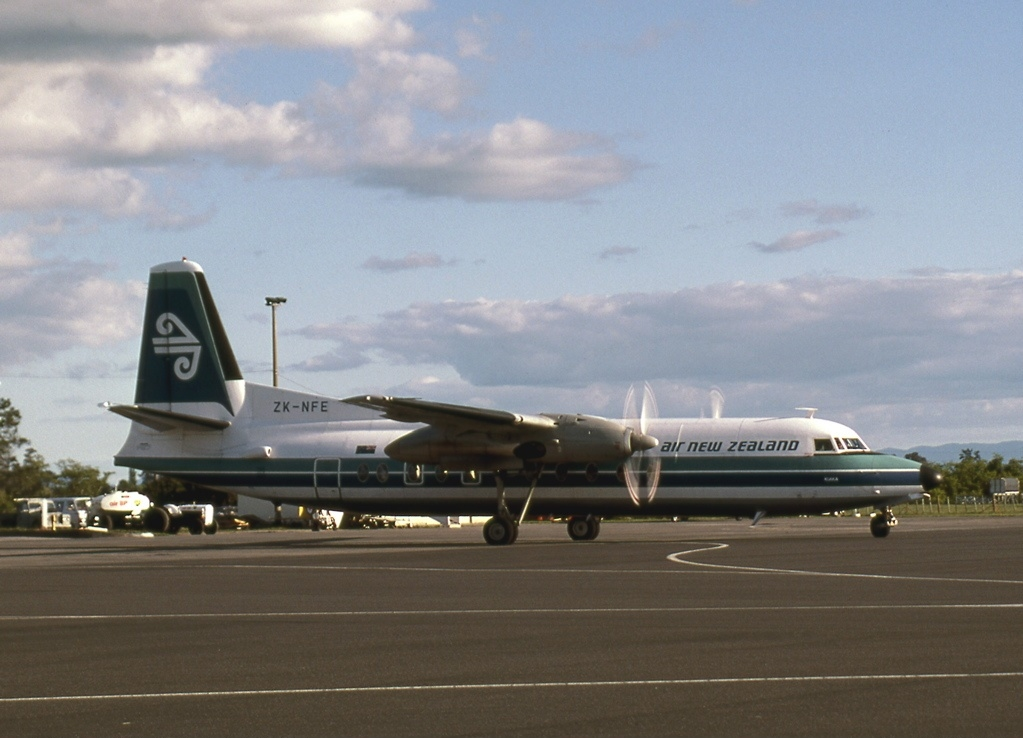
フォッカー F27
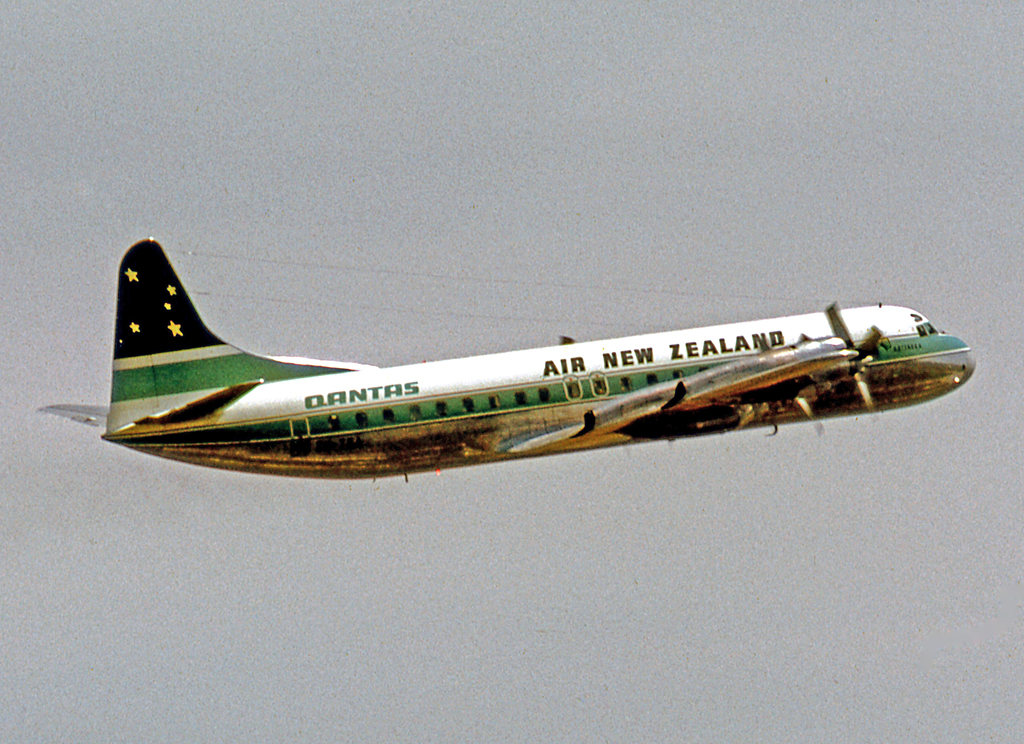
ロッキード L-188
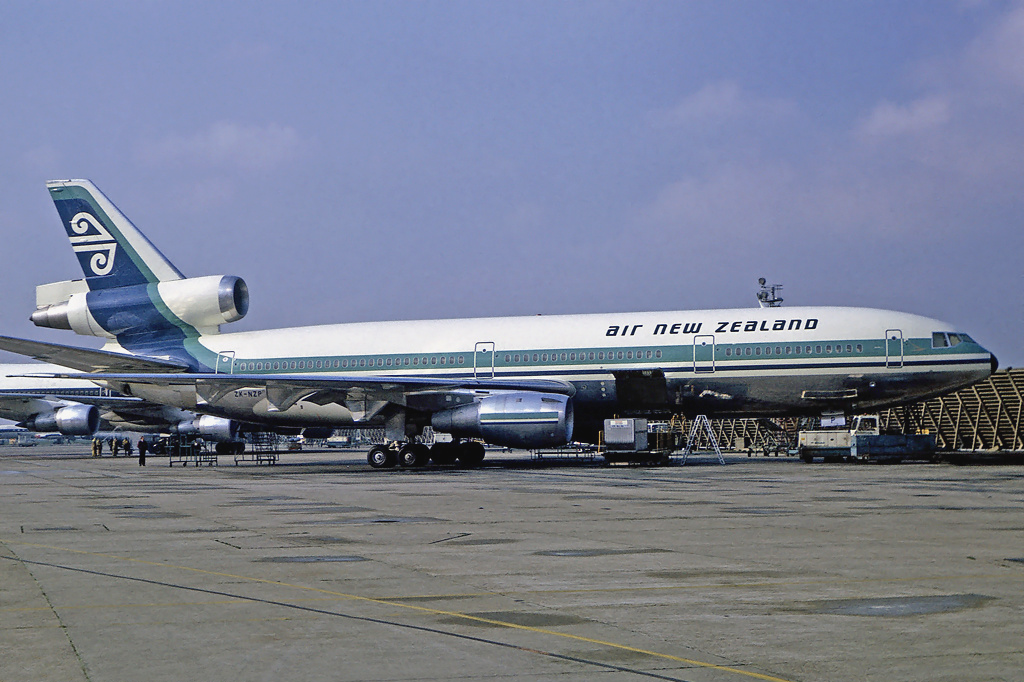
マクドネル・ダグラス DC-10-30

### 画像
- ボーイング737-200
- ボーイング737-300
- ボーイング747-200
- ボーイング747-400
- ボーイング767-200ER
- ボーイング767-300ER
- ボーイング777-200ER
- BAe 146-300
- ダグラスDC-8-52
- ダグラス DC-8-55F
- フォッカー F27
- ロッキード L-188
- マクドネル・ダグラス DC-10-30

## 就航都市
| ニュージーランド航空 就航都市（2020年8月現在） | ニュージーランド航空 就航都市（2020年8月現在） | ニュージーランド航空 就航都市（2020年8月現在） | ニュージーランド航空 就航都市（2020年8月現在）    |
| 国                                             | 都市                                           | 空港                                           | 備考                                              |
| オセアニア                                     | オセアニア                                     | オセアニア                                     | オセアニア                                        |
| ---------------------------------------------- | ---------------------------------------------- | ---------------------------------------------- | ------------------------------------------------- |
| ニュージーランド                               | オークランド                                   | オークランド国際空港                           | 国際線ハブ空港                                    |
| ニュージーランド                               | クライストチャーチ                             | クライストチャーチ国際空港                     | 近距離国際線、国内線ハブ空港                      |
| ニュージーランド                               | ウェリントン                                   | ウェリントン国際空港                           | 近距離国際線、国内線ハブ空港                      |
| ニュージーランド                               | クイーンズタウン                               | クイーンズタウン空港                           |                                                   |
| ニュージーランド                               | パーマストンノース                             | パーマストンノース空港                         |                                                   |
| ニュージーランド                               | ハミルトン                                     | ハミルトン国際空港                             |                                                   |
| ニュージーランド                               | ダニーデン                                     | ダニーデン国際空港                             |                                                   |
| オーストラリア                                 | シドニー                                       | シドニー国際空港                               |                                                   |
| オーストラリア                                 | メルボルン                                     | メルボルン空港                                 |                                                   |
| オーストラリア                                 | ブリスベン                                     | ブリスベン空港                                 |                                                   |
| オーストラリア                                 | ケアンズ                                       | ケアンズ国際空港                               |                                                   |
| オーストラリア                                 | ゴールドコースト                               | ゴールドコースト空港                           |                                                   |
| オーストラリア                                 | パース                                         | パース空港                                     |                                                   |
| オーストラリア                                 | アデレード                                     | アデレード空港                                 |                                                   |
| オーストラリア                                 | サンシャイン・コースト                         | サンシャイン・コースト空港                     | 季節運航                                          |
| オーストラリア                                 | ノーフォーク島                                 | ノーフォーク島空港                             |                                                   |
| クック諸島                                     | ラロトンガ                                     | ラロトンガ国際空港                             |                                                   |
| フィジー                                       | ナンディ                                       | ナンディ国際空港                               |                                                   |
| バヌアツ                                       | ポートビラ                                     | ポートビラ・バウアフィールド空港               |                                                   |
| サモア                                         | アピア                                         | ファレオロ国際空港                             |                                                   |
| トンガ                                         | ヌクアロファ                                   | ファアモツ国際空港                             |                                                   |
| フランス領ポリネシア                           | パペーテ                                       | パペーテ・タヒチ国際空港                       |                                                   |
| ニューカレドニア                               | ヌメア                                         | ヌメア国際空港                                 |                                                   |
| 東アジア                                       |                                                |                                                |                                                   |
| 日本                                           | 東京                                           | 成田国際空港                                   |                                                   |
| 日本                                           | 大阪                                           | 関西国際空港                                   | 季節運航                                          |
| 韓国                                           | ソウル                                         | 仁川国際空港                                   | 2019年11月23日より就航予定                        |
| 香港                                           | 香港                                           | 香港国際空港                                   | 焦点都市（かつてはロンドンへの経由地）            |
| 中国                                           | 上海                                           | 上海浦東国際空港                               |                                                   |
| 台湾                                           | 台北                                           | 台湾桃園国際空港                               | 2018年11月1日就航                                 |
| 東南アジア                                     |                                                |                                                |                                                   |
| シンガポール                                   | シンガポール                                   | チャンギ国際空港                               |                                                   |
| インドネシア                                   | デンパサール                                   | ングラ・ライ国際空港                           | 季節運航                                          |
| フィリピン                                     | マニラ                                         | ニノイ・アキノ国際空港                         | 2016年12月から就航開始予定                        |
| ヨーロッパ                                     |                                                |                                                |                                                   |
| イギリス                                       | ロンドン                                       | ロンドン・ヒースロー空港                       | ロサンゼルス、香港経由 2020年10月をもって撤退予定 |
| 北アメリカ                                     |                                                |                                                |                                                   |
| カナダ                                         | バンクーバー                                   | バンクーバー国際空港                           |                                                   |
| アメリカ合衆国                                 | ホノルル                                       | ホノルル国際空港                               |                                                   |
| アメリカ合衆国                                 | ロサンゼルス                                   | ロサンゼルス国際空港                           | 焦点都市（ロンドンへの経由地の場合も有り）        |
| アメリカ合衆国                                 | サンフランシスコ                               | サンフランシスコ国際空港                       |                                                   |
| アメリカ合衆国                                 | ヒューストン                                   | ヒューストン国際空港                           |                                                   |
| アメリカ合衆国                                 | シカゴ                                         | シカゴ・オヘア国際空港                         | 2018年11月30日就航                                |
| アメリカ合衆国                                 | ニューヨーク                                   | ジョン・F・ケネディ国際空港                    |                                                   |
| 中南米                                         |                                                |                                                |                                                   |
| アルゼンチン                                   | ブエノスアイレス                               | エセイサ国際空港                               |                                                   |
| 休・廃止路線                                   |                                                |                                                |                                                   |
| 日本                                           | 東京                                           | 東京国際空港                                   |                                                   |
| 日本                                           | 名古屋                                         | 中部国際空港                                   |                                                   |
| 日本                                           | 福岡                                           | 福岡空港                                       |                                                   |
| 台湾                                           | 台北                                           | 台湾桃園国際空港                               |                                                   |
| 韓国                                           | ソウル                                         | 金浦国際空港                                   |                                                   |
| 中華人民共和国                                 | 北京                                           | 北京首都国際空港                               |                                                   |

- オークランド - ロンドン便は、かつてロサンゼルス経由（東廻り。所要時間はオークランド発＝24時間40分、ロンドン発＝26時間20分）と香港経由（西廻り。所要時間はオークランド発＝26時間50分、ロンドン発＝25時間5分）の2種類で運航されていたが、2013年3月4日以降は、オークランド - 香港 - ロンドン線のうち香港 - ロンドン線を運休[26]し、現在はロサンゼルス経由便のみ残っている。ロサンゼルス経由便も香港経由便もどちらも距離的にロンドンへの最短ルートからは遠回りになっていた。なお、これらの便を合わせれば、ニュージーランド航空のみで世界一周旅行が可能であり、世界一周路線を保有する唯一の航空会社でもあった。
- 南極回りの南アメリカ路線（オークランド-ブエノスアイレス）を運航する数少ない航空会社である。

## サービス
ニュージーランド航空の長距離国際線では、ボーイング777､787にビジネスクラス『ビジネス・プレミア』とプレミアムエコノミー、エコノミークラスの3クラスで構成されている。
ビジネス・プレミアには、777で1-2-1配列、787で1-1-1配列のフルフラットベッドシートが装備。プレミアムエコノミークラスにはスペースシート装備。エコノミークラスの一部前方窓側座席では、2011年から座席一列の足元レッグレストを座面まであげて水平固定し大人が二人程入るベッドができる『スカイカウチ』を設定している。同社は同サービスコンテンツをライセンス提供しており、2019年からANAで就航運用されているA380フライングホヌで提供されているANA COUCHiiも同社ライセンス提供サービスとなっている。
また、同社は南半球太平洋上にある地理的存在から長距離国際線が多いため、前述「スカイカウチ」にみられるような客室設備開発に意欲的で、2020年にはエコノミー客室内に「スリープ・ポッド」と呼ぶベッドを最大6台収納できる「スカイネスト」と呼ばれる寝室モジュールを設置提供するコンセプトを発表したが、その後COVID-19流行により投入時期は未定となった。しかし、ニュージーランド航空としてニューヨーク直行便就航時に運用したいとしている。
日本線に就航しているボーイング777-200ERとボーイング787には全座席にシートテレビが完備されている。ボーイング787-9に搭載されているものはパナソニックアビオニクス社製のeX3と呼ばれる最新鋭のものである。ボーイング787-9は、2017年7月に新規就航された羽田/オークランド線でも使用されている。
国内線は基本エコノミークラスのみで、無料のスナックや飲料水などが用意されている。

## コードシェア
ニュージーランド航空はスターアライアンス加盟各社とコードシェアを行っているが、スターアライアンス以外の下記の航空会社ともコードシェアを行っている。
- エア・カレドニア・インターナショナル
- フィジー・エアウェイズ
- ラロトンガ航空
- エア タヒチ ヌイ
- バヌアツ航空
- ヴァージン・アトランティック航空(スカイチーム)
- ヴァージン・オーストラリア
- キャセイパシフィック航空（ワンワールド）
- エティハド航空

## マイレージプログラム
マイレージプログラムは「エアポインツ（Airpoints）」を運営している。ただし、ポイント単位は「エアポインツドル」という独自単位を使用している。

## ユニークな機内安全ビデオ
旅客機の離陸前に放映する機内安全ビデオは、頻繁に更新される。2009年6月22日に動画共有サイトYouTubeで公開され、国内線のボーイング(BA.N)737型機で流されたビデオでは出演する乗務員が裸の体にボディペインティングを施していたり（プライベートゾーンは最後に登場する女性の尻以外は見えていない）、オールブラックスのメンバーや、全編ニュージーランドで撮影されたことでも有名な映画『ロード・オブ・ザ・リング』、『ホビット』や『メン・イン・ブラック』（2016年公開）の出演者が出演していたり、冒険家のベア・グリルスやアメリカ出身のコメディ女優「ベティ・ホワイト」ら往年のスターを起用し、機内安全ビデオとしては初の全編屋外ロケとなったり、ニュージーランド観光大使を務める清水直行もこの機内安全ビデオに登場したりと、非常にユーモアに富んでいる。

## 事故
- ニュージーランド航空901便エレバス山墜落事故（南極・エレバス山、DC-10-30型機）
- 2008年2月8日、7時10分ブレナム発クライストチャーチ行き、ニュージーランド航空 NZ2279便の小型機の機長と副機長が刺された。7人の乗客が乗っており（男性2人、女性5人）犯人は33歳の女で、左前方の1Aに座っていた。この飛行機はクライストチャーチに緊急着陸し、クライストチャーチ空港が長時間に渡り閉鎖された。
- 2010年1月31日 19時5分頃、NZ90便（ボーイング777型機）が、成田国際空港A滑走路で逆噴射をかけて離陸を中断し、12本のタイヤが全てパンク、立ち往生した。当該便は欠航となった。乗員乗客にけが人はなかった[33]。また、A滑走路は30分ほど閉鎖となった。

## 関連会社
- イーグル・エアウェイズ
- マウントクック航空
- en:Air Nelson
- en:Freedom Air